# 정음 (가수)
정음(1968년 6월 16일 ~ )은 대한민국의 가수, 작곡가이다.

## 학력
- 한국외국어대학교 경영대학원 국제금융학석사 MBA
- 한양대학교 경영대학원 졸업

## 앨범
- 싱글앨범 2010 사랑을 알고 있나요 데뷔
- 정음 2집앨범 발표 2011 버버리 찰떡
- 정음 3집앨범 발표 2011 영남루의 달
- 정음 4집 정규앨범 자존심 발표 2015년
- 한국신곡중심 명곡베스트 1.2집
- 조항조 "때" 신곡발표 옴니버스 앨범 2016년
- 좋은트롯가요베스트 유통음반 옴니버스 발매
- 정음 디지털싱글 25집 발표 2017년

## 대표곡
- 그리운사랑 - 송도근
- 변산아 격포야 - 정음
- 마이산아 - 정음
- 건강이최고 - 정음
- 환생초 - 정음
- 꼬까신 - 김유라(유라)
- 있어도 없어도 - 김유라(유라)
- 천년학 - 김유라(유라)
- 인생길/내 안에 머무는 그대 - 김형진
- 데쉬(dash) - 최상아
- 꽃길만걸으세요 - 문정원
- 김치가 좋지영 - 은샘
- 너 없인 안돼 - 송영호
- 추억비/아몰랑- 박서이
- 수원아리랑 - 오하령
- 인향만리 - 이향
- 철없는 남자 - 진주희
- 인생은 육십부터 - 나소연
- 고비 - 나찬성
- 신금수강산 - 이은주
- 당신이 딱이야 - 정음  외

## 소속사
- (주) JM ENTERTAINMENT

## 경력 및 표창
- (주)JM ENTERTAINMENT 대표이사
- 서울특별시의회 의장 사회공헌 표창수상(2018)
- 오산시의회의장 사회복지 표창장수상(2017)
- 서울특별시의회의장 사회봉사상표창 (2014)
- 대한적십자사 홍보대사(오산)(2017~)
- 한국유통신문 홍보대사(2016)
- 월요시사신문 홍보대사(2015)
- 한국전통가요협회 경기도 지부장(2012)
- 사단법인 한국문화예술인총연합회
- (사)한국연예예술인협회 화성지회
- 화성전국가요제 신인가수선발 금상수상(2010)
- 경기도 화성신문 자문위원(2011)
- 경기대학교 여성과 법률 초빙교수
- 경기뉴스 논설위원 위촉(2011)
- 경기뉴스 홍보대사 및 칼럼 니스트 (2012)
- 국가공인 신용관리사 자격
- 부동산공경매사 자격
- 법무관리사 자격 (SDU)